# سیارک ۵۱۴۱
سیارک ۵۱۴۱ (به انگلیسی: 5141 Tachibana، نامگذاری:1990YB) پنج هزار و صد و چهل و یکمین سیارک کشف شده‌است که در ۱۶ دسامبر ۱۹۹۰ کشف شد.
قدر مطلق سیارک برابر ۱۲٫۷۰ است.